# グスマン・キルギズバエフ
グスマン・キルギズバエフ（Gusman Kyrgyzbayev　1992年9月28日- ）はカザフスタン出身の柔道選手。階級は60kg級と66㎏級。

## 経歴
2016年の世界軍人選手権大会60㎏級で優勝した。2017年にはグランプリ・アンタルヤで優勝すると、世界選手権でも7位になった。2018年にはグランプリ・アガディールで優勝すると、グランドスラム・アブダビでも3位となった。2019年のアジアパシフィック選手権では3位だったが、世界選手権では5位にとどまった。グランドスラム・アブダビでは優勝するも、ワールドマスターズでは5位だった。2021年の世界選手権では決勝でロシア柔道連盟のヤゴ・アブラゼに合技で敗れて2位だった。その後階級を66㎏級に上げると、2022年のアジア選手権で3位になった。2024年のパリオリンピックでは銅メダルを獲得した。
IJF世界ランキングは4426ポイント獲得で11位(25/5/12現在)。

## 主な戦績
60㎏級での戦績
- 2016年 - 世界軍人選手権大会　優勝
- 2017年 - グランプリ・アンタルヤ　優勝
- 2017年 - 世界選手権　7位
- 2018年 - グランプリ・チュニス　3位
- 2018年 - グランプリ・アガディール　優勝
- 2018年 - グランプリ・フフホト　2位
- 2018年 - グランドスラム・アブダビ　3位
- 2019年 - アジアパシフィック選手権　3位
- 2019年 - 世界選手権　5位
- 2019年 - グランドスラム・アブダビ　優勝
- 2019年 - ワールドマスターズ　5位
- 2021年 - グランドスラム・テルアビブ　3位
- 2021年 - 世界選手権　2位

66㎏級での戦績
- 2022年 -　アジア選手権　3位
- 2023年 -　グランドスラム・アスタナ　2位
- 2024年 - パリオリンピック　3位
- 2025年 -　グランドスラム・アスタナ　2位

(出典、JudoInside.com)